# Обсада на Сагунт
Обсадата на Сагунт е първата битка от Втора пуническа война. Тя продължава 8 месеца през 219-218 година пр.н.е. като картагенската армия на Ханибал обсажда келтиберския град Сагунт в източната част на Пиренейския полуостров, който е съюзник на Римската република.
Превземането на Сагунт от картагенците се превръща в повод за започването на Втората пуническа война между Картаген и Рим.